# Vermeer Corporation
Vermeer Corporation — американская частная компания по производству промышленной и сельскохозяйственной техники. Штаб-квартира компании находится в городе Пелла (штат Айова, США), а производственные мощности в разных странах мира. Основана в 1948 году Гэри Вермеером под названием Vermeer Manufacturing Company и уже третье поколение принадлежит и управляется семьёй. Компания Vermeer обслуживает рынки строительства, ландшафтного дизайна, охраны окружающей среды, земляных работ и кормопроизводства как в США, так и за рубежом. Офисы компании расположены в Нидерландах, Германии, Китае, Сингапуре, Гонконге, Канаде и Бразилии. Ее продукция продается независимыми дилерами в более чем 60 странах. По состоянию на 2011 год оборот компании оценивался в один миллиард долларов.

## История
История компании началась в 1943 году в центральной Айове, когда Гэри Вермеер создал механический подъемник, чтобы облегчить процесс разгрузки своего фургона с зерном во время сбора урожая. Соседи по ферме наблюдали за работой его подъемника и попросили купить себе собственный. По его просьбе местный механический цех изготовил несколько таких подъемников. В настоящее время компании принадлежит несколько патентов на продукцию и конструкцию траншеекопателей общего назначения и гусеничных траншеекопателей, систем горизонтального бурения, барабанных шлифовальных машин, лесозаготовительного оборудования, землеройных машин и продукции для сеноуборочной техники. Компания продает 100 наименований сельскохозяйственной и промышленной продукции по всему миру и управляет производственными помещениями площадью 140 000 м².